# بالييفاتس
بالييفاتس (Баљевац) هي قرية في راشكا في مقاطعة وسط صربيا في صربيا.
يبلغ عدد سكانها حوالي 1671 نسمة.